# كويزي أصفر الساق
كويزي أصفر الساق (الاسم العلمي: Cantharellus xanthopus) هو نوع من الفطريات يتبع جنس الكويزي من فصيلة الكويزية.